# 박신운
박신운(본명 : 박병주, 1982년 2월 2일 ~ )은 대한민국의 배우이다.

## 출연 작품

### 드라마
- 《아씨두리안》 (2023년, TV조선) - 형사 역
- 《하늘의 인연》 (2023년, MBC) - 은희준 팀장 역
- 《비밀의 여자》 (2023년, KBS2) - 탁승호역
- 《닥터 차정숙》 (2023년, JTBC) - 종수 역
- 《빨간풍선》 (2022년, TV조선)
- 《얼어죽을 연애따위》 (2022년, ENA) - 여름선배 역
- 《굿잡》 (2022년, ENA) - 홀매니저 역
- 《황금 가면》 (2022년, KBS2) - 형사 역
- 《으라차차 내 인생》 (2022년, KBS1) - 인하패션 감사실 직원 역
- 《검사내전》 (2020년, JTBC) - 설인수 역
- 《무법 변호사》 (2018년, tvN)
- 《라이브》 (2018년, tvN)
- 《애타는 로맨스》 (2017년, OCN) - 장우진 역
- 《고결한 그대》 (2015년, 웹드라마) -  강실장 역

### 영화
- 《특송》 (2022년) - 김씨 부하 역
- 《아이들은 즐겁다》 (2021년) - 박경장 역

### 연극
- 《노란달》
- 《존경하는》
- 《달콤한편지》
- 《말뫼의 눈물》
- 《콜미갓》
- 《나무이야기》
- 《햄릿 아바따》
- 《봉선화》 - 진호 역
- 《매일 메일 기다리는 남자》 - 은수 역
- 《고곤의 선물》
- 《삽 아니면 도끼》
- 《연옥 - 이탈한 자가 문득》
- 《12인》 - 11번 역
- 《배신》 - 웨이터 역
- 《열대야》
- 《맥베드》
- 《갈매기》
- 《남자의 미래》